# Methylmethaansulfonaat
Methylmetaansulfonaat (MMS), ook wel aangeduid als methylmesylaat is een organische verbinding met de brutoformule {\displaystyle {\ce {C2H6O3S}}}, wat met meer nadruk op de structuur van de verbinding geschreven kan worden als: {\displaystyle {\ce {CH3S(O)2OCH3}}}. De verbinding is de methylester van methaansulfonzuur {\displaystyle {\ce {(\ CH3SO3H\ )}}}. De verbinding is een sterk methylerend reagens. Deze eigenschap maakt het tot een carcinogeen (zie hieronder) en waarschijnlijk ook een teratogeen. Ook op de huid heeft het een toxisch effect. Hoewel zelf een carcinogeen wordt het ook ingezet bij de behandeling van sommige typen kanker.

## Chemische reacties met DNA
|                     |                       |
| Methylering guanine | Methylering adenosine |
| dR = Desoxyribose   |                       |

MMS methyleert DNA voornamelijk op N7 in deoxyguanosine en op N3 in deoxyadenosine. Daarnaast zijn ook de andere zuurstof- en stikstof-atomen in DNA, in wel is waar veel mindere mate, evenals de niet aan koolstof gebonden zuurstof-atomen in de fosfaatbruggen, doelwit van methylering door MMS. Oorspronkelijk werd aangenomen dat MMS aanleiding zou geven tot breken van het dubbelstrengs DNA omdat homoloog recombinatie-deficiënte cellen veel gevoeliger zijn voor MMS. Tegenwoordig wordt aangenomen dat MMS de voortgang van de replicatievork blokkeert.